# أ. رحمن خان
أ. رحمن خان هو سياسي هندي، ولد في 1942، وتوفي في 20 أغسطس 2020. نشط حزبياً في Dravida Munnetra Kazhagam ‏.